# Ивина
Ивина или Ивенка (рус. Ивина, Ивенка) река је на северозападу европског дела Руске Федерације. Протиче преко југоисточног дела Карелије (Приоњешки рејон) и североисточног дела Лењинградске области (Подпорошки рејон). Десна је притока реке Свир и део басена реке Неве и Балтичког мора.
Настаје спајањем река Таржеполке и Шапше, укупна дужина њеног тока је 44 km (заједно са Таржеполком 105 km), док је површина сливног подручја 1.430 km². Улива се у Свир на месту Ивинског језера које представља потопљени део њеног корита потопљеног услед изливања Свира након градње Горњосвирске хидроелектране 1951. године.
Њене важније притоке су још и Пај, Њара и Кјај.